# Педагогічна рада
Педагогічна рада або педрада — основний постійно діючий колегіальний орган управління закладом дошкільної, середньої (структурного підрозділу закладу професійної (професійнол-технічної), фахової педвищої, вищої, позашкільної освіти. Є дорадчим органом, створеним для вирішення основних питань діяльності  закладу освіти. Засідання педради проводяться у міру потреби, можуть мати фіксовану періодичність, але не менш як чотири рази на рік.

## Законодавство
Про діяльність педради та регламент роботи такого органу зазначається у відповідних освітніх законах та положеннях «Про освіту», «Про вищу освіту», «Про загальну середню освіту», «Про дошкільну освіту», "Про позашкільну освіту" 

## Повноваження
До загальних повноважень педрад відноситься удосконалення методичного забезпечення навчально-виховного процесу, планування та режиму роботи закладу, розробка та погодження варіативної складової робочого навчального плану, переведення учнів до наступного класу і їх випуск, видачі документів про відповідний рівень освіти, нагородження за успіхи у навчанні, підвищення кваліфікації педагогічних працівників, розвитку їх творчої ініціативи, впровадження у навчально-виховний процес досягнень. Можуть розглядатись питання морального та матеріального заохочення учнів (вихованців) чи працівників закладу, чи притягнення до дисциплінарної відповідальності учнів чи педагогічних працівників закладу.

## Склад
Створюється директором закладу на 1 рік, в раду входять заступники директора, призначається секретар, який веде діловодство. Зазвичай головою педагогічної ради є директор закладу, за його відсутності — заступник з навчальної роботи.
- Для дошкільних навчальних закладів, окрім директора та заступника, долучаються вихователі-методисти, вихователі, старші вихователі, вчителі (усіх спеціальностей), вчителі-дефектологи, вчителі-логопеди, практичні психологи, соціальні педагоги, інструктори з праці, інструктори з фізкультури, інструктори слухового кабінету, музичні керівники, керівники гуртків, студій, секцій, інших форм гурткової роботи, медичні працівники, інші спеціалісти. До складу педагогічної ради дошкільного навчального закладу можуть входити голови батьківських комітетів, фізичні особи, які надають освітні послуги у сфері дошкільної освіти за наявності ліцензії.[2]
- Для вищих навчальних закладів I—II ступеня акредитації, до її складу можуть входити завідувачів відділень, голови циклових комісій, викладачі, завідувач бібліотеки, головний бухгалтер, представники органів студентського самоврядування навчального закладу.

На засідання педагогічної ради можуть бути запрошені представники громадських організацій, педагогічні працівники загальноосвітніх навчальних закладів, батьки або особи, які їх замінюють. Особи, запрошені на засідання педагогічної ради, мають право дорадчого голосу.